# Associação Cultural Esporte Clube Baraúnas
A Associação Cultural Esporte Clube Baraúnas é um clube brasileiro de futebol, da cidade de Mossoró, no Estado do Rio Grande do Norte. Foi fundado como um bloco carnavalesco, em 1924, e só passou a ser um clube de futebol, trinta e seis anos depois, em 14 de Janeiro de 1960. Suas cores são verde, branco e vermelho.
Dos clubes do interior do estado é o que tem mais destaque nacional, além de ser o clube com mais participações em Campeonatos Brasileiros. Ficou conhecido nacionalmente com a campanha da Copa do Brasil de 2005, quando o Leão do Oeste eliminou grandes clubes do futebol brasileiro com destaque para Esporte Clube Vitória e Club de Regatas Vasco da Gama. Além de ter participações em campeonatos brasileiros, o Baraúnas tem títulos e recordes no estadual, como no Campeonato Potiguar e Copa RN.

## História
O Baraúnas é uma Associação Cultural que existe desde o ano de 1924, já que naquele ano, foi criado um bloco carnavalesco, que passou a representar a cidade, sobretudo, a população do Bairro Doze Anos, esse bloco durou até a década de 1980. Na década de 1960, os diretores do bloco carnavalesco resolveram estender a sua atuação, criando o time de futebol. O Tricolor ganhou o primeiro campeonato que disputou: o Torneio Início do Campeonato Mossoroense. Nos três primeiros anos de vida, também se tornou tri-campeão mossoroense.
Nos anos seguintes, o clube ainda conquistou outros dois títulos do Campeonato Mossoroense e duas Taças Cidade de Mossoró.

### Maior campeão do interior
O Tricolor conquistou dois títulos do Torneio Início, dois turnos do Campeonato Estadual, dois Torneios Seletivos, duas Copas RN e ainda venceu o Campeonato Norte-riograndense no ano de 2006.
O primeiro título oficial foi conquistado no ano de 1981, quando o Tricolor do Oeste ganhou o Torneio Início. No mesmo ano, o Esquadrão Tricolor ainda ganhou o III Turno do Campeonato Estadual.
O Leão sagrou-se vice-campeão estadual no ano de 1987. O ano de 1988 que venceu o Torneio Início, se tornando o maior campeão do interior da competição e ainda foi campeão do 2º Turno do Campeonato Estadual. Em 2004, o tricolor conquistou o Torneio Seletivo para a Série C do Campeonato Brasileiro e foi também campeão da Copa RN de Futebol 
O Baraúnas sagrou-se campeão estadual de futebol em 2006. Na ocasião, o tricolor teve que disputar a decisão duas vezes, devido a um imbróglio judicial envolvendo ASSU e ABC. Nas duas oportunidades, o adversário do Barú foi o rival Potiguar, que perdeu as duas decisões.
Em 2007, o tricolor conquistou novamente a Copa RN de Futebol, se tornando o maior campeão da competição, com duas taças.

### Rompendo fronteiras
O Baraúnas é o único clube do Rio Grande do Norte a ter mais títulos em competição oficial que ABC e América, sendo o maior campeão da Copa RN de Futebol sendo uma competição independente com 2 títulos.
O Baraúnas é o clube do interior do Rio Grande do Norte com o maior número de participações em competições interestaduais. O time se manteve na divisão de acesso do Campeonato Brasileiro por três anos, sendo o único clube do interior do RN a participar da Série B.
O clube participou de duas edições da Taça de Prata, 1980 e 1982, que é equivalente a Série B e também disputou a Série B do Campeonato Brasileiro em 1989.
O Barú também foi o primeiro do interior do RN a participar de uma edição da Copa do Nordeste. O clube disputou o evento em 1999, por ter sido o terceiro colocado no Campeonato Estadual de 1998.

### Campanhas de destaque na Copa do Brasil
O Baraúnas disputou a Copa do Brasil no ano de 2005. O clube conseguiu chegar às quartas-de-finais da competição nacional, sendo o primeiro time do RN a atingir essa marca. Naquele ano, o Tricolor eliminou América Mineiro, Vitória e Vasco.

### A volta a um Campeonato Brasileiro
Depois de muito tempo fora de uma competição nacional, o clube conseguiu, no ano de 2012, o acesso da Série D para Série C. Na competição o Leão do Oeste consegui a primeira colocação do seu grupo, indo pra fase final e eliminando os dois times paraibanos, que disputavam o acesso: o Sousa e Campinense, e caindo na semi-final, pro então campeão Sampaio Corrêa.

### Decadência
Apesar do acesso do Baraúnas para a Série C do Campeonato Brasileiro, o clube começou a conviver com uma grave crise financeira, assim, o Leão do Oeste fez uma péssima participação na Série C em 2013, ficando em penúltimo de seu grupo, o que resultou em seu rebaixamento para a Série D, junto com Grêmio Barueri, Rio Branco-AC, Betim e Brasiliense.
A partir daí, o clube passou muitas dificuldades para se manter na primeira divisão do Campeonato Potiguar, passando a brigar contra o rebaixamento várias vezes, mas em 2018, após fazer uma participação inútil, o Baraúnas foi rebaixado para a Segunda Divisão do Campeonato Potiguar de 2019, terminando na lanterna da classificação geral.
Em 2019, já sofrendo com diversos problemas, o Baraúnas decidiu se licenciar de competições profissionais, sendo assim, não disputou a segundona do estadual.

### Um novo recomeço para o Leão do Oeste e o retorno à elite do estadual
Em 2021, finalmente, depois de dois anos longe dos gramados, o Baraúnas voltou a disputar competições profissionais, quando foi inscrito na segunda divisão do estadual, mas para a tristeza da torcida, o clube não conseguiu o tão sonhado retorno pra primeira divisão, pois foi eliminado nas semifinais para o Riachuelo. 
Em 2023, após a irregularidade do Mossoró EC, o Leão do Oeste conquistou o tão sonhado acesso à elite do Campeonato Potiguar. Além de ser promovido à primeira divisão, o Tricolor conquistou o título da Segunda Divisão. 
No primeiro turno do Campeonato Potiguar de 2024, o clube foi selecionado no Grupo B, onde caiu com o ABC, Potiguar de Mossoró e Força e Luz. O clube venceu três jogos e perdeu três, ficando em segundo colocado, o suficiente para classificar-se à semi-final, onde perdeu para o América de Natal por 3-0.
No segundo turno do campeonato, o clube no Grupo B venceu 2 jogos e empatou 2, ficando em terceiro colocado, não se classificando para a semi-final. O clube vai ter participação no Campeonato Potiguar de 2025.

## Títulos
| Estaduais  | Estaduais                           | Estaduais | Estaduais                                                   |
|            | Competição                          | Títulos   | Temporadas                                                  |
| ---------- | ----------------------------------- | --------- | ----------------------------------------------------------- |
|            | Campeonato Potiguar                 | 1         | 2006                                                        |
|            | Campeonato Potiguar - 2ª Divisão    | 1         | 2023                                                        |
|            | Torneio Início                      | 2         | 1981 e 1988                                                 |
|            | Copa RN                             | 2         | 2004 e 2007                                                 |
| Municipais |                                     |           |                                                             |
|            | Competição                          | Títulos   | Temporadas                                                  |
|            | Campeonato Mossoroense              | 10        | 1961, 1962, 1963, 1964, 1967, 1972, 1977, 1982, 1983 e 1989 |
|            | Torneio Início do Camp. Mossoroense | 6         | 1961, 1962, 1963, 1967, 1972 e 1977                         |
|            | Taça Cidade de Mossoró              | 3         | 1977, 1985 e 1988                                           |

Outras Conquistas
- Torneio Seletivo da Taça de Bronze RN (invicto): 1981
- Torneio Seletivo para a Série C: 2004
- Torneio Incentivo Taça Dr. Aluísio Bezerra: 1978
- Copa Oeste: 2000
- Torneio de Verão: 2001
- Taça 20º Aniversario de Inauguração do Estádio Nogueirão: 1987

### Campanha de destaque
- 7º colocado na Copa do Brasil de 2005
- Campeão do Campeonato Potiguar: 2006
- 3º colocado no Campeonato Brasileiro - Série D 2012
- Vice-Campeão da Copa FNF de 2014

## Estatísticas

### Participações
|  | Participações em 2025 |

| Competição          | Competição          | Temporadas | Melhor campanha         | Estreia | Última | P | R |
| Rio Grande do Norte | Campeonato Potiguar | 40         | Campeão (2006)          | 1976    | 2025   |   | 2 |
| Rio Grande do Norte | Segunda Divisão     | 4          | Campeão (2023)          | 2021    | 2025   | 1 |   |
|                     | Copa do Nordeste    | 1          | Fase de grupos (1999)   | 1999    | 1999   |   |   |
| Brasil              | Série B             | 3          | 41º colocado (1982)     | 1980    | 1989   | – | – |
| Brasil              | Série C             | 9          | 7º colocado (1981)      | 1981    | 2013   | – | 1 |
| Brasil              | Série D             | 2          | 3º colocado (2012)      | 2012    | 2014   | 1 |   |
| Brasil              | Copa do Brasil      | 3          | Quartas de final (2005) | 2005    | 2008   |   |   |

## Polêmicas
No ano de 2006, quando o Baraúnas já era campeão estadual, a Justiça Desportiva do Rio Grande do Norte reverteu o título do clube, graças a uma briga nos tribunais envolvendo ABC e ASSU.
Os dois clubes pleiteavam uma vaga na semifinal do Campeonato Potiguar daquele ano, vaga esta que acabou ficando com o ABC. Porém, este seria eliminado pelo Potiguar nas semifinais. O ASSU, por sua vez, recorreu ao Superior Tribunal de Justiça Desportiva, no Rio de Janeiro, e conseguiu anular as partidas disputadas pelo ABC nas semifinais. Entretanto, após disputa em campo com o Potiguar, o ASSU também foi eliminado.
Na decisão do campeonato, a qual fora repetida após a anulação das partidas, o Baraúnas bateu novamente o Potiguar e foi o campeão.
O Baraúnas foi eliminado da Copa do Brasil de 2007 por um erro da CBF. O Baraúnas havia eliminado o Vitória; entretanto, o STJD desclassificou o clube por ter supostamente utilizado um jogador não inscrito na competição. Posteriormente, a CBF admitiu que seu departamento de registro havia cometido um equívoco, porém sem reaver a vaga conquistada pelo Baraúnas.[carece de fontes?]
Em 1987, 1988 e 1999 as participações do Baraúnas na Série C foram baseada na campanha estadual, sem inscrição da CBF ou jogo disputado.

## Santo Padroeiro
O Baraúnas tem Santa Luzia como protetora, que é a padroeira dos mossoroenses.

## Rivalidade
Seu principal rival no futebol é o Potiguar,  também da cidade de Mossoró. Disputam o Clássico Potiba.